# Andrey Ananiev
Pour les articles homonymes, voir Ananiev (homonymie).
Andreï Vladimirovitch Ananiev (en russe : Андрей Владимирович Ананьев) est un joueur russe de volley-ball né le 21 juin 1992 à Moscou. Il mesure 2,06 m et joue central.

## Clubs
| Club            | De        | À         |
| --------------- | --------- | --------- |
| Dinamo Moscou-2 | 2010-2011 | 2011-2012 |
| Oural Oufa-2    | 2012-2013 | 2012-2013 |
| Oural Oufa      | 2013-2014 | ...       |

## Palmarès
Néant.